# Nexx
NEXX – szwedzka grupa grająca mieszankę muzyki pop i dance. Pierwotnie zespół nazywał się Natural Ex.

## Historia
Początki zespołu przypadły na koniec 2001 roku, kiedy Robert i Sebastian zaczęli pracę nad projektem pop. Z tym repertuarem pojechali w trasę koncertową na przełomie lat 2002/2003. Po jej ukończeniu, postanowili kontynuować współpracę. Pod koniec 2004 roku zaczęli pisać teksty do nowych piosenek w swoim studiu w Sztokholmie. Mieli kontakt ze szwedzkimi producentami, którzy pomogli im znaleźć piosenkę i powoli formowali nową grupę. Robert występował w musicalach i był artystą, który tańczył i śpiewał. Sebastian był zaś DJ-em znanym na całym świecie, który grał w sztokholmskich klubach. Inspiracją do tworzenia utworów były lata 70. i 80. oraz tacy artyści jak: Madonna, Basement Jaxx, Kylie Minogue. W grudniu 2004 Robert zaczął przygotowania do sławnego na cały świat musicalu ABBY MAMMA MIA!. Do Sztokholmu przybyła wówczas, Johanna "Jo" Eriksson, która była częścią obsady musicalu. Poznali się tam i stali dobrymi przyjaciółmi. W tym czasie on i Sebastian szukali kobiety, która byłaby wokalistką w ich nowym zespole. Krótko po premierze musicalu "Jo" przesłuchała materiał i odpowiedziała Robertowi, że chciałaby go zaśpiewać, w tym momencie oficjalnie powstał zespół. Grupa kontynuowała pracę przy pisaniu i nagrywaniu utworów przez następne 2 lata i w 2006 roku podróżowali przez Szwecję, Finlandię i Łotwę, promując swoje single. W 2007 roku zaczęli współpracować z producentem Jonasem Von Der Bergiem i razem z nim i Ivarem Lisinskim wspólnymi siłami nagrali "Synchronize Lips", która stała się znana w całej Europie. W tym samym czasie zmienili nazwę zespołu na obecną.
13 lipca 2008 roku wystąpili na "Hitach Na Czasie" w Płocku, zaśpiewali "Syncronize Lips". 9 sierpnia 2008 r. wzięli udział w "Sopot Hit Festiwal", zajęli 3 miejsce w konkursie na "Zagraniczny Hit Lata". 24 kwietnia 2009 r. zdobyli nagrodę w konkursie Eska Music Awards w kategorii "ImprEskowy Hit Roku" za piosenkę "Syncronize Lips".

## Dyskografia
- Stay By My Side (2005)
- Straight To Bed (2006)
- Don't Go (2006)
- Two of a kind (2006)
- Synchronize Lips (2008)
- Paralyzed (2008)
- Bitch Switch (2009)
- My Love Won't Let You Go